# Prezidentské volby v Rusku 2012

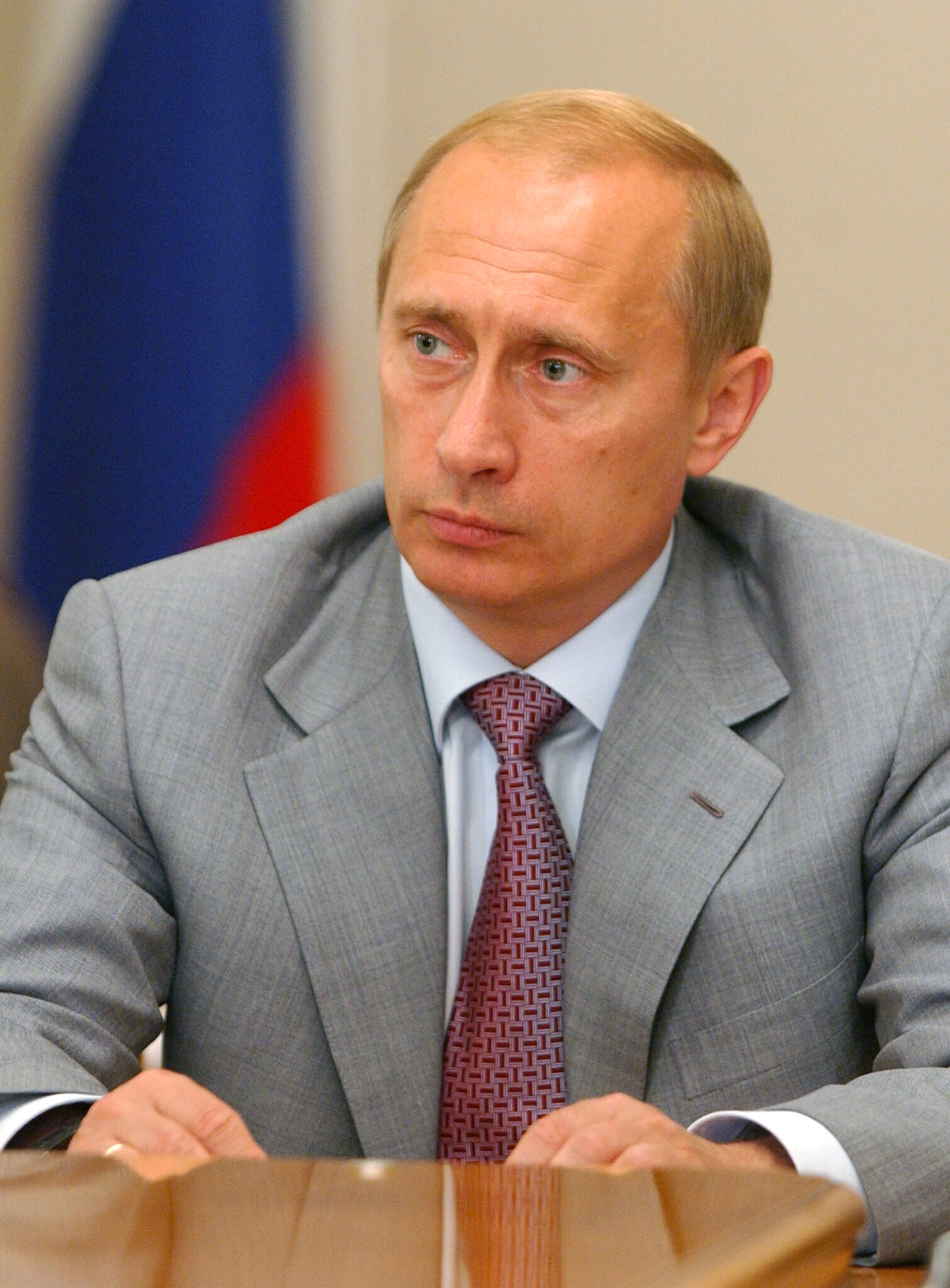
Vítězem voleb se stal Vladimir Putin

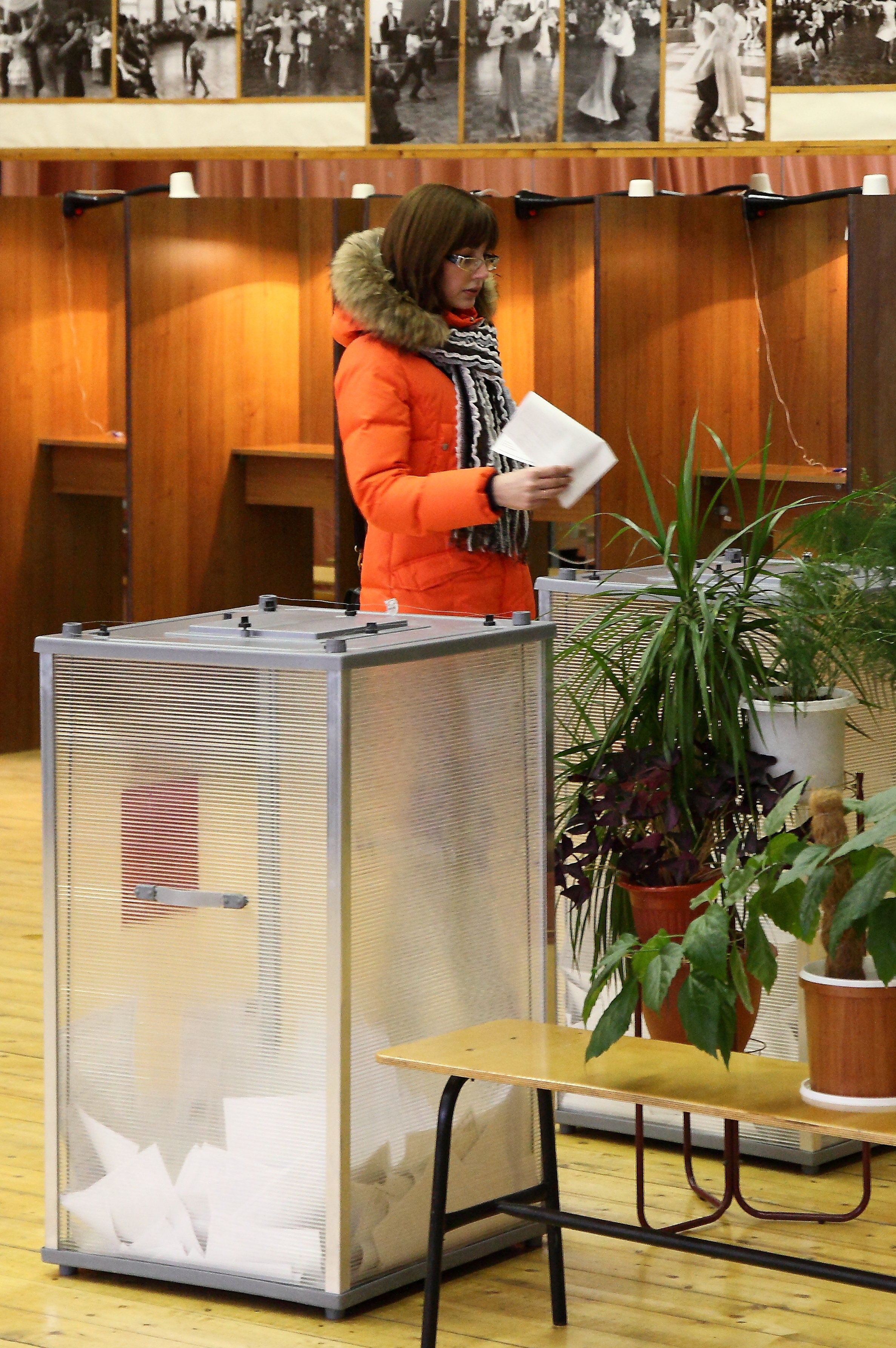
Volební místnost dne 4. března 2012

Ruské prezidentské volby v roce 2012 se konaly 4. března 2012 a byl v nich zvolen nástupce prezidenta Dmitrije Medveděva – staronový prezident Vladimir Putin. Medveděv, který byl coby nezávislý ve volbách v roce 2008 zvolen s podporou strany Jednotné Rusko, znovu nekandidoval, nýbrž za svého nástupce doporučil svého předchůdce Putina, předsedu zmíněné strany. Putin nabídku přijal a naopak Medveděvovi nabídl, že jej podpoří do funkce ruského premiéra.

## Kandidáti
Všichni nezávislí kandidáti se museli přihlásit do 15. prosince 2011, kandidáti nominovaní stranami do 18. ledna 2012. Konečný seznam kandidátů byl oznámen 29. ledna.

### Přijatí kandidáti
Ústřední volební komise přijala následující kandidatury:
- Vladimir Putin, nominovaný stranou Jednotné Rusko
- Gennadij Zjuganov, nominovaný Komunistickou stranou Ruské federace
- Sergej Mironov, nominovaný stranou Spravedlivé Rusko
- Vladimir Žirinovskij, nominovaný Liberálně-demokratickou stranou Ruska
- Michail Prochorov, nezávislý miliardář

### Zamítnutí kandidáti
Následujícím kandidátům byla účast ve volbách volební komisí z různých důvodů zamítnuta:
- Grigorij Javlinskij ze strany Jabloko měl údajně mezi podpisy předanými Centrální volební komisi vysoký počet neplatných podpisů (25,26%).
- Eduard Limonov, vůdce strany Jiné Rusko kandidující jako nezávislý, neměl podpisy ověřené notářem.
- Leonid Ivašov, nezávislý kandidát.
- Dmitrij Mezencev, nezávislý, guvernér Irkutské oblasti, předložil údajně vysoký počet neplatných podpisů.
- Nikolaj Levašov, nezávislý, zamítnuto, protože v době přihlašování žil v Rusku méně než deset let.
- Boris Mironov, nezávislý, vyřazen, protože byl dříve usvědčen z psaní údajně extremistických textů.
- Svetlana Peunova, nezávislá, nedostatek podpisů.
- Viktor Čerepkov, nezávislý, nedodal žádné podpisy.
- Rinat Chamijev, nezávislý, nedodal žádné podpisy.
- Lidija Bednaja, nezávislá, nedodala potřebné dokumenty.

## Výsledky voleb
| Kandidát                                                                                 | Politická strana                    | Hlasy       | %      |
| ---------------------------------------------------------------------------------------- | ----------------------------------- | ----------- | ------ |
| Vladimir Putin                                                                           | Jednotné Rusko                      | 45 513 001  | 63,64  |
| Gennadij Zjuganov                                                                        | Komunistická strana Ruské federace  | 12 288 624  | 17,18  |
| Michail Prochorov                                                                        | Nezávislý                           | 5 680 558   | 7,94   |
| Vladimir Žirinovskij                                                                     | Liberálně-demokratická strana Ruska | 4 448 959   | 6,22   |
| Sergej Mironov                                                                           | Spravedlivé Rusko                   | 2 755 642   | 3,85   |
| Platné hlasy                                                                             | Platné hlasy                        | 70 686 784  | 98,84  |
| Neplatné hlasy                                                                           | Neplatné hlasy                      | 833 191     | 1,16   |
| Celkem                                                                                   | Celkem                              | 71 519 975  | 100,00 |
| Registrovaní voliči / Volební účast                                                      | Registrovaní voliči / Volební účast | 109 610 812 | 65,25  |
| Zdroj: Ústřední volební komise Ruské federace Archivováno 9. 3. 2015 na Wayback Machine. |                                     |             |        |